# Tijerilla (tauromaquia)
La tijerilla o tijera es un pase o suerte de la tauromaquia, que aparece descrita en los primeros tratados taurinos del siglo XIX que se práctica citando al toro con los brazos cruzados y deshaciendo el cruce al verificarlo. Asimismo también se le denomina suerte a lo chatre o a lo catre, en alusión o recuerdo a las aspas de madera que forman los pies de tal especie de cama: el catre.

## Ejecución
Si bien se trata de una ejecución vistosa y el público actual valora la variedad de suertes en una faena, no es habitual en el toreo de nuestros tiempos; por la sencilla razón de que la embestida del toro no se lleva demasiado sometida ni controlada por el torero, justo en un primer tercio crucial para conocer la evolución del animal. En su descripción, la tijerilla se realiza con el torero citando de frente al toro, con el capote siempre por delante del cuerpo sujetándolo con los brazos cruzados, es decir, el lado derecho asido con la mano izquierda y viceversa, y con el brazo que despide la embestida (el que torea) por encima del otro, mostrando el reverso del capote. Antes de que el toro entre en el embroque, los brazos del torero se abren, mostrando ahora el anverso del capote para torear y se vuelven a cruzar a la salida del lance, quedando otra vez el reverso frente a la cara del toro. El movimiento de los brazos se asemeja al de unas tijeras que se abren y se cierran, de ahí su nombre.

Pepe-Hillo, en su Tauromaquia o arte de torear á caballo y á pie ejemplifica cómo tiene que ejecutarse esta suerte con el capote; relacionándola directamente con el toreo a la verónica:
Esta se hace igualmente de frente al toro, pero con la sola diferencia de tomar la capa con los brazos cruzados en esta disposición: si el diestro despide al toro por el lado derecho el lado derecho, debe tener el brazo izquierdo encima para practicarlo con comodidad; si por el contrario le despide por el lado izquierdo, formará la cruz de brazos teniendo el derecho sobre el otro.
En quanto á las demas reglas, son precisamente las mismas que quedan expuestas en la suerte de la veronica, tratandose de las reses boyantes, con las quales, y no con otras, debe executarse la tixera ; pues el estado de embarazo en que se hallan los brazos, sería muy opuesto y peligroso con toda otra clase de toros, cuya malicia exige la mas formal atencion atencion en los profesores.
En su concepción primaria, esta suerte se realizaba andando hacia atrás, tocando al toro por uno y otro pitón, mientras que, en la actualidad, aunque no es muy recurrente, se ejecuta con las zapatillas fijas en la arena, prolongando el embroque para llevar más toreado al animal y, para realizarla, se precisa un toro con evidente nobleza, tranco suave y no demasiado poder, para que el torero no resulte desbordado en los múltiples movimientos del capote. Razón por la que puede ejecutarse una serie continuada de ellas o emplearla para rematar una serie de otros lances.

## Toreros que usan esta suerte
La tijerilla era un elemento de variedad en toreros con un rico repertorio capotero como Luis Francisco Esplá, Joselito, Morante de la Puebla y, últimamente, también la ejecutó con cierta frecuencia Alejandro Talavante, que imprimió un punto más de temple y lentitud en su interpretación. Además, Antonio Gaspar “Paulita” impuso su toque diferenciador en el último tiempo de la suerte, cuando, en vez de dejar nuevamente el reverso delante de la cara del toro a su salida, termina el lance con un afarolado, sacando los brazos (y el capote) por encima de la cabeza del torero.